# Zdrojek (Janowo)
Zdrojek (deutsch Zdrojek, 1938 bis 1945 Künsberg) ist ein kleiner Ort in der polnischen Woiwodschaft Ermland-Masuren und gehört zur Landgemeinde Janowo im Powiat Nidzicki (Kreis Neidenburg).

## Geographische Lage
Zdrojek liegt in der südwestlichen Mitte der Woiwodschaft Ermland-Masuren, zehn Kilometer östlich der Kreisstadt Nidzica (deutsch Neidenburg).

## Geschichte
Der vor 1895 Zdroyck genannte Ort bestand ursprünglich lediglich aus drei kleinen Höfen. Er war bis 1945 ein Wohnplatz der Gemeinde Modlken (1938 bis 1945 Moddelkau, polnisch Módłki) innerhalb des Amtsbezirks Bartoschken (1938 bis 1945 Bartzdorf (Ostpr.), polnisch Bartoszki) im ostpreußischen Kreis Neidenburg. Am 3. Juni – amtlich bestätigt am 16. Juli – 1938 wurde Zdrojek aus politisch-ideologischen Gründen der Abwehr fremdländisch klingender Ortsnamen in „Künsberg“ umbenannt.
In Kriegsfolge wurde Künsberg 1945 mit dem gesamten südlichen Ostpreußen an Polen überstellt. Der Ort erhielt den ehemaligen Namen zurück und ist als Osada leśna (= Waldsiedlung) heute eine Ortschaft im Verbund der Landgemeinde Janowo im Powiat Nidzicki (Kreis Neidenburg), bis 1998 der Woiwodschaft Olsztyn, seither der Woiwodschaft Ermland-Masuren zugeordnet.

## Kirche
Bis 1945 war Zdrojek resp. Künsberg in die evangelische Kirche Muschaken (polnisch Muszaki) in der Kirchenprovinz Ostpreußen der Kirche der Altpreußischen Union sowie in die römisch-katholische Kirche Neidenburg im Bistum Ermland eingepfarrt. Heute gehört Zdrojek zur evangelischen Pfarrei Nidzica in der Diözese Masuren der Evangelisch-Augsburgischen Kirche in Polen bzw. zur römisch-katholischen Pfarrgemeinde Muszaki im Erzbistum Ermland.

## Verkehr
Zdrojek liegt an einer unbedeutenden Nebenstraße, die die Woiwodschaftsstraße 604 bei Więckowo (Wientzkowen, 1938 bis 1945 Winsken) mit Wolisko (1938 bis 1945 Schnepfenberge) verbindet. Einen Bahnanschluss gibt es nicht.